# 韩雨桐
韩雨桐（1994年9月16日—）是一位中華人民共和国女子短道速滑运动员。 2012年入選国家队。她在2022年2月13日晚的北京冬奧會女子接力比賽上獲得一枚铜牌。